# Palec ręki

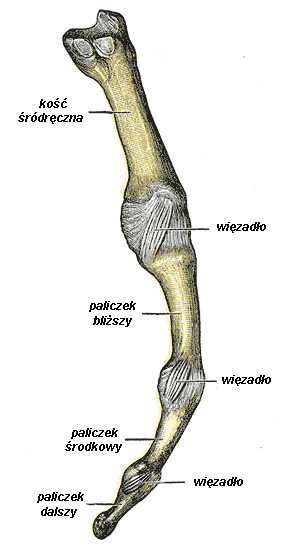
Budowa palca człowieka

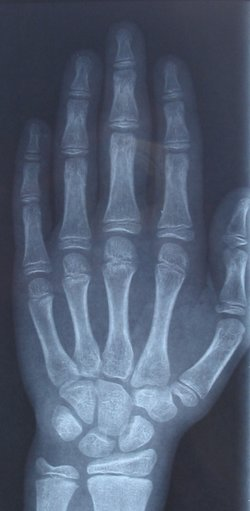
Zdjęcie rentgenowskie ludzkiej ręki

Palec ręki – u człowieka i innych zwierząt zakończenie ręki zwieńczone pazurami, paznokciami, kopytami itp. Liczba palców ręki może wynosić od jednego (np. u konia) do pięciu (naczelne).
W rozumieniu potocznym palce stanowią tylko przystosowane do chwytania zakończenia rąk gatunków naczelnych.
Człowiek posiada pięć palców, wyjątek stanowią osoby z polidaktylią czy syndaktylią.

## Nazwy palców

### Etymologia
Pierwotnie nazwa palec w języku polskim odnosiła się do kciuka (stąd zgrubienie paluch i powiedzenie: Sam jak palec). Zaś pozostałe palce określane były formą pochodną z prasłowiańskiego *prst, świadectwa tego zachowały się w innych językach słowiańskich, por. cz. prst, chorw. prst oraz bałtyckich lit. pirštas. Pozostałością nazwy *prst w polskim są takie słowa jak pierścień, naparstek.
Zmiana nazwy nastąpiła pod wpływem religii chrześcijańskiej. Paluch jest bowiem palcem używanym w trakcie obrzędu chrztu do kreślenia znaku krzyża na czole, stąd powstały dawne formy krzciuk skrócone do współczesnej kciuk.
| Zdjęcie | Nazwa polska     | Nazwa łacińska                                    |
| ------- | ---------------- | ------------------------------------------------- |
|         | Kciuk            | Pollex, digitus primus, digitus I                 |
|         | Palec wskazujący | Index, Digitus secundus, digitus II               |
|         | Palec środkowy   | Digitus medius, digitus tertius, digitus III      |
|         | palec serdeczny  | Digitus annularis, digitus quartus, digitus IV    |
|         | Palec mały       | Digitus minimus manus, digitus quintus, digitus V |

## Budowa palców

### U człowieka
Kościec kciuka człowieka składa się z dwóch paliczków. Na pozostałe palce ręki składają się po trzy paliczki. 
Rodzaje paliczków:
- paliczek bliższy (phalanx proximalis)
- paliczek środkowy (phalanx media)
- paliczek dalszy (phalanx distalis)